# Atletismo nos Jogos Pan-Americanos de 2011 - 200 m feminino
A competição dos 200 m rasos feminino foi um dos eventos do atletismo nos Jogos Pan-Americanos de 2011, em Guadalajara. Foi disputada no Estádio Telmex de Atletismo entre os dias 26 e 27 de outubro.

## Calendário
Horário local (UTC-6).
| Data          | Horário | Fase         |
| ------------- | ------- | ------------ |
| 26 de outubro | 14:30   | Qualificação |
| 26 de outubro | 16:35   | Semifinais   |
| 27 de outubro | 18:25   | Final        |

## Medalhistas
| Ouro   | BRA Ana Cláudia Lemos |
| Prata  | JAM Simone Facey      |
| Bronze | DOM Marielis Sánchez  |

## Recordes
Recordes mundial e pan-americano antes da disputa dos Jogos Pan-Americanos de 2011.
| Tipo                             | Atleta                   | Tempo | Local    | Data                   |
| -------------------------------- | ------------------------ | ----- | -------- | ---------------------- |
|                                  | Florence Griffith-Joyner | 21.34 | Seul     | 29 de setembro de 1988 |
| Recorde dos Jogos Pan-Americanos | Evelyn Ashford           | 22.45 | San Juan | 9 de julho de 1979     |

## Resultados

### Semifinais
As três melhores atletas de cada bateria mais as duas atletas mais velozes, se classificaram para as finais.
| Pos. | Bateria | Atleta               | País                      | Tempo | Obs. |
| ---- | ------- | -------------------- | ------------------------- | ----- | ---- |
| 1    | 1       | Ana Cláudia Lemos    | BRA Brasil                | 22.72 | Q    |
| 2    | 1       | Simone Facey         | JAM Jamaica               | 22.99 | Q,   |
| 3    | 1       | Tameka Williams      | SKN São Cristóvão e Neves | 23.25 | Q,   |
| 4    | 2       | Nelkis Casabona      | CUB Cuba                  | 23.34 | Q    |
| 5    | 2       | Marielis Sánchez     | DOM República Dominicana  | 23.45 | Q,   |
| 6    | 2       | Darlenys Obregón     | COL Colômbia              | 23.50 | Q    |
| 7    | 2       | Leslie Cole          | USA Estados Unidos        | 23.55 | q    |
| 8    | 1       | Roxana Díaz          | CUB Cuba                  | 23.61 | q,   |
| 9    | 1       | Erika Chávez         | ECU Equador               | 23.67 |      |
| 10   | 2       | Anastasia Le-Roy     | JAM Jamaica               | 23.68 |      |
| 11   | 2       | Vanda Gomes          | BRA Brasil                | 23.89 |      |
| 12   | 1       | Consuella Moore      | USA Estados Unidos        | 24.23 |      |
| 13   | 2       | Ramona van der Vloot | SUR Suriname              | 24.69 |      |
| 14   | 1       | Julia McCord         | BIZ Belize                | 33.01 |      |
|      | 2       | Charnelle Enriquez   | BIZ Belize                | DNS   |      |

### Final
| Pos.              | Atleta            | País                      | Tempo | Obs.                 |
| ----------------- | ----------------- | ------------------------- | ----- | -------------------- |
| Medalha de ouro   | Ana Cláudia Lemos | BRA Brasil                | 22.76 |                      |
| Medalha de prata  | Simone Facey      | JAM Jamaica               | 22.86 | Recorde pessoal      |
| Medalha de bronze | Marielis Sánchez  | DOM República Dominicana  | 23.02 | Recorde nacional     |
| 4                 | Tameka Williams   | SKN São Cristóvão e Neves | 23.06 | Recorde pessoal      |
| 5                 | Nelkis Casabona   | CUB Cuba                  | 23.43 |                      |
| 6                 | Roxana Díaz       | CUB Cuba                  | 23.45 | Recorde da temporada |
| 7                 | Leslie Cole       | USA Estados Unidos        | 23.46 |                      |
| 8                 | Darlenys Obregón  | COL Colômbia              | 23.64 |                      |

Legenda
| Recorde mundial                  | Recorde mundial (World record)               |                       | Recorde africano                      | Recorde africano (African) |                                           | Q | Classificado por posição (Qualified) |
| Recorde dos Jogos Pan-Americanos | Recorde pan-americano (Pan-American record)  | Recorde da América    | Recorde da América (Americas)         | q                          | Classificado por melhor tempo (Qualified) |   |                                      |
| Melhor marca do ano              | Melhor marca do ano (World leading)          | Recorde asiático      | Recorde asiático (Asian)              | DNS                        | Não largou (Did not start)                |   |                                      |
| Recorde nacional                 | Recorde nacional (National record)           | Recorde europeu       | Recorde europeu (European)            | DNF                        | Não terminou (Did not finish)             |   |                                      |
| Recorde pessoal                  | Recorde pessoal do atleta (Personal best)    | Recorde da Oceania    | Recorde da Oceania (Oceania)          | DSQ / DQ                   | Desclassificado (Disqualified)            |   |                                      |
| Recorde da temporada             | Recorde da temporada do atleta (Season best) | Recorde sul-americano | Recorde sul-americano (South America) | NM                         | Sem marca (No mark)                       |   |                                      |